# Höfchen (Düren)

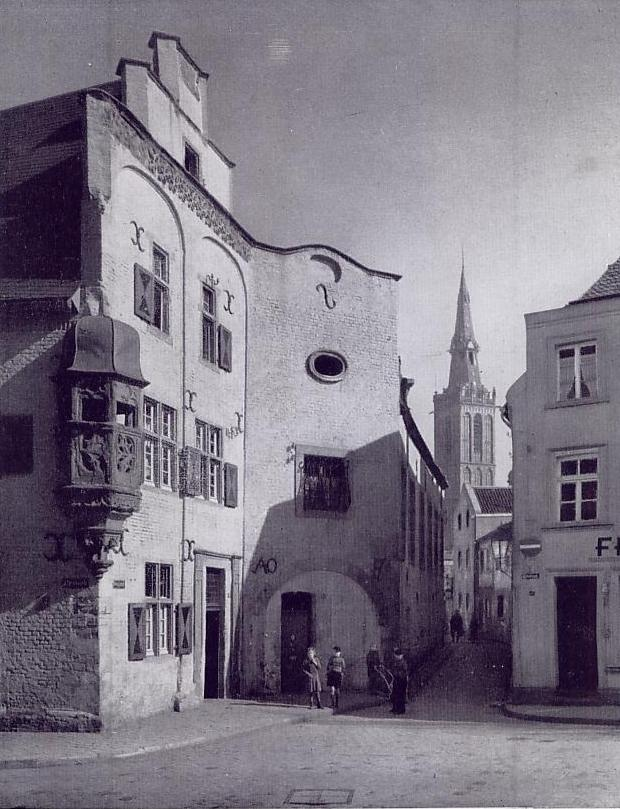
Das Erkerhaus

Das Höfchen in der Kreisstadt Düren (Nordrhein-Westfalen) ist eine alte Innerortsstraße.

## Lage
Die Straße verbindet den Annaplatz mit der Kämergasse. Die Straße lag früher im engen Häusergewirr der Altstadt innerhalb der Dürener Stadtbefestigung.
An der Einmündung zum Steinweg stand das Gewandhaus, welches beim Luftangriff vom 16. November 1944 völlig zerstört wurde.

## Geschichte
Das Höfchen wurde bereits 1441 erstmals urkundlich erwähnt. Der Weg soll aber erheblich älter sein und bereits zur Zeit der karolingischen Königspfalz bestanden haben. 1498 ist das Höfchen als „Augustiner- oder Predigergasse“ bezeugt, weil dort früher der Augustinerhof stand, ein Pfleghof der Kölner Augustiner-Eremiten.
An der Ecke zum Annaplatz stand früher das Stiftische Gymnasium.
Der Stadtrat hat im März 2018 beschlossen, einen Teil des Straßenzuges in Pastor-Gombert-Straße umzubenennen.